# Błażej z Sebasty

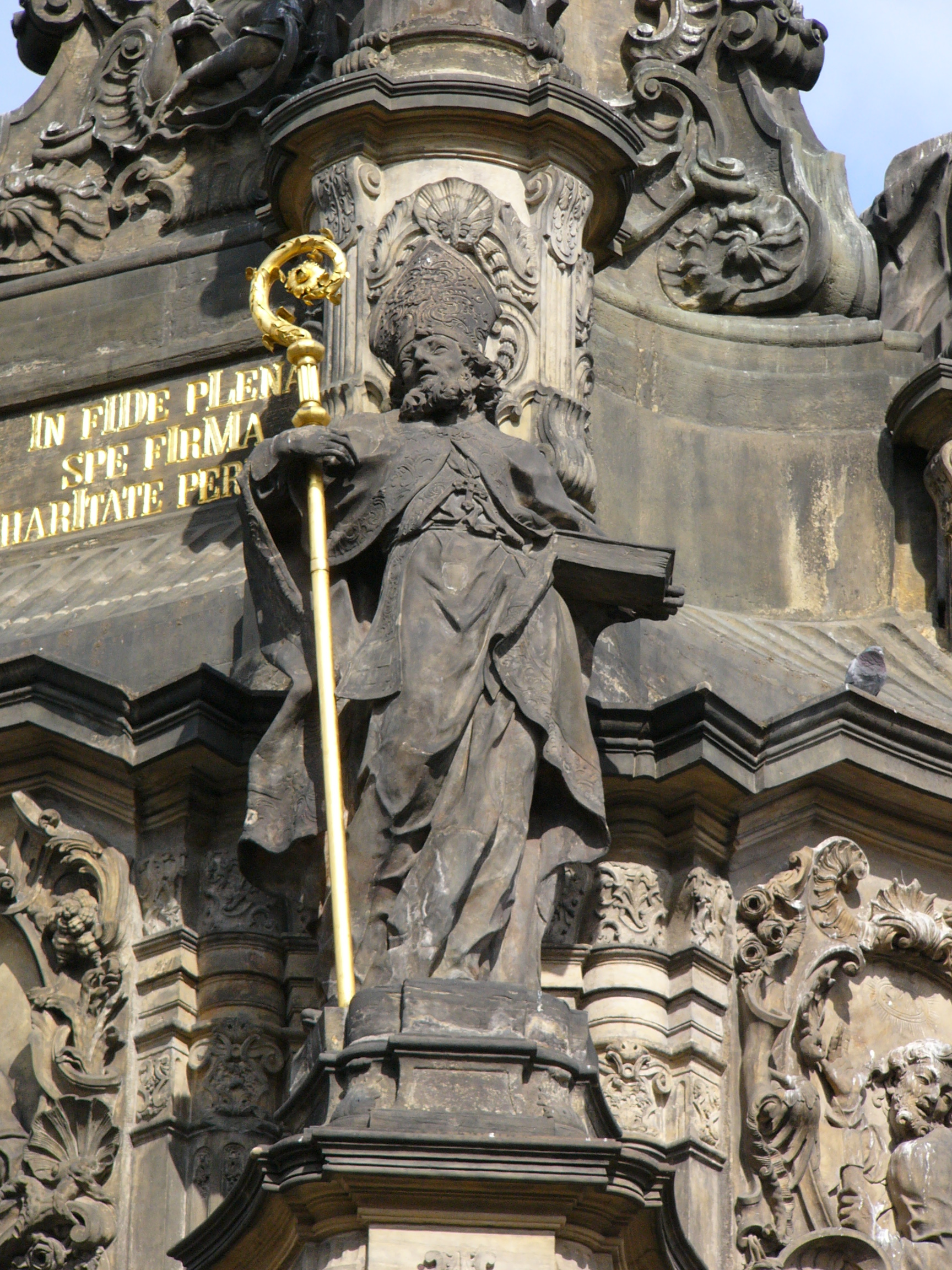
Posąg świętego Błażeja w Ołomuńcu (Czechy).

Błażej z Sebasty, św. Błażej (cs. Власий Севастийский, zm. ok. 316  w Sebaście) – biskup i męczennik chrześcijański, jeden z Czternastu Świętych Wspomożycieli, święty Kościoła katolickiego i prawosławnego.

## Żywot
Brak jest pewnych historycznych wiadomości o życiu Błażeja, który miał zginąć za rządów Licyniusza (308–324). Żywot Błażeja znany jest jedynie z legendy spisanej przez anonimowego autora sprzed VIII wieku.

### Legenda
Według tradycji św. Błażej przyszedł na świat w Cezarei Kapadockiej (dzisiejsza Turcja). Początkowo pracował jako lekarz, jednak zrezygnował ze swojego zawodu i udał się na pustynię, aby tam być bliżej Boga poprzez modlitwę i umartwienia. Po śmierci biskupa Sebasty w Armenii (dzisiejsze tur. Sivas) miejscowe duchowieństwo, jak i wierni świeccy zwrócili uwagę na osobę św. Błażeja, wybierając go na swojego pasterza. W tym czasie na Wschodzie panował Licyniusz (308–324), prześladujący chrześcijaństwo. Św. Błażej schronił się wówczas do jednej z pieczar górskich i stamtąd nadal kierował swoją diecezją. Doniesiono jednak władzom o miejscu przebywania biskupa Błażeja. Aresztowano go i umieszczono w więzieniu, gdzie umacniał w wierze swoich współwięźniów. W więzieniu także uzdrowił w sposób cudowny syna pewnej kobiety, któremu ość przebiła gardło i groziło to uduszeniem. Gdy daremne stały się namowy i groźby kierowane do uwięzionego św. Błażeja wobec jego niezłomności w wierze, poddano go okrutnym torturom i w końcu ścięto bohaterskiego biskupa mieczem.

## Kult świętego
Popularność świętego przejawiała się w ludowych zwyczajach.
Patronat
Lud widział w św. Błażeju opiekuna zwierząt domowych, czcił go jako patrona od chorób gardła i krwotoków. Jako swego patrona obrali św. Błażeja gręplarze i kamieniarze. Św. Błażej jest także patronem chorwackiego miasta Dubrownik, gdzie dzień jego wspomnienia jest uroczyście obchodzony. Święty jest też patronem lekarzy, piekarzy, kapeluszników, wytwórców wosku, tkaczy, handlarzy wełną i muzykantów.
W średniowieczu zaliczany do grona tzw. czternastu wspomożycieli.
Dzień obchodów
Wspomnienie liturgiczne w Kościele katolickim obchodzone jest 3 lutego, dawniej 15 lutego.
W tym dniu święci się skrzyżowane świece, zwane błażejkami, którymi następnie błogosławi się wiernych, aby zachować ich od chorób gardła.
Cerkiew prawosławna wspomina męczennika Błażeja 11/24 lutego, tj. 24 lutego według kalendarza gregoriańskiego.
Zwyczaje
W dniu św. Błażeja święci się skrzyżowane świece, zwane błażejkami, którymi następnie błogosławi się wiernych, aby zachować ich od bólu gardła. Czasem też poświęcano chleb, wino, wodę i owoce. W liturgii godzin możemy zapoznać się z fragmentem kazania św. Augustyna wygłoszonego z racji święceń biskupich, w którym kaznodzieja mówi o potrzebie cierpienia pasterza za swoje owce. Tekst ten dostosowano do osoby św. Błażeja, który jako dobry pasterz cierpiał i oddał swoje życie w ofierze za owce (swoich diecezjan). Współcześnie w Kościele katolickim błogosławi się świece ku czci św. Błażeja i udziela się nimi błogosławieństwa obecnym w świątyni wiernym, tradycyjnie dotykając gardła skrzyżowanymi świecami (można to czynić, np. w domu i nie tylko w sam dzień poświęcony św. Błażejowi). Błogosławiąc świece kapłan mówi: (...) Dając świadectwo wiary św. Błażej, chwalebny biskup, zdobył palmę męczeństwa. Ty, Panie, udzieliłeś mu łaski leczenia choroby gardła, prosimy Cię, pobłogosław te świece, aby wszyscy wierzący przez wstawiennictwo św. Błażeja, zostali uwolnieni od chorób gardła i wszelkiego innego zła, i aby zawsze mogli Ci dziękować (...).

## Ikonografia
W ikonografii św. Błażej przedstawiany jest jako biskup, który trzyma w ręku dwie skrzyżowane świece (Błogosławieństwo św. Błażeja) lub w jaskini otoczonej dzikimi zwierzętami, tak jak znaleźli go myśliwi wysłani przez Licyniusza. Często jest przedstawiany ze zgrzebłem (przy użyciu którego był torturowany.) Ponieważ te narzędzia tortur wyglądem przypominały przyrządy używane do czyszczenia zwierząt hodowlanych, św. Błażej został uznany za patrona tkaczy oraz handlarzy wełną. Tradycyjnie uważa się, że św. Błażej wstawia się za osobami zmagającymi się z chorobami gardła (a zwłaszcza w przypadkach ości, które utknęły w gardle.) Jest również wzywany do pomocy w ochronie przed bezdechem sennym, ponieważ wiąże się to z tkankami gardła zakłócającymi oddychanie podczas snu. Z kolei patronką, którą zgodnie z tradycją prosi się o wstawiennictwo w przypadku zmagania się innymi zaburzeniami snu (o bardziej neurologicznym charakterze), jest św. Dymfna. Atrybutami jego są; jeleń, pastorał, ptaki z pożywieniem w dziobie, dwie skrzyżowane świece, zgrzebło – narzędzie tortur.

## Przysłowia
Święty Błażej jest wymieniany w przysłowiach „Deszcz na świętego Błażeja – słaba wiosny nadzieja” albo „Gdy śnieg na świętego Błażeja, pogodna będzie Wielka Niedziela”.